# Indicateur d'efficacité énergétique
Pour les articles homonymes, voir Indicateur et Efficacité énergétique.
L'indicateur d'efficacité énergétique (en anglais PUE ou Power Usage Effectiveness) est utilisé pour qualifier l'efficacité énergétique d'un centre de données. C'est un des éléments de l'informatique durable.

## Description
{\displaystyle \mathrm {PUE} ={{\mbox{Energie totale consommée par le centre de données}} \over {\mbox{Energie consommée par les équipements informatiques}}}}
Il indique quel est le ratio entre l'énergie totale consommée par l'ensemble du centre d'exploitation (avec entre autres, le refroidissement, le traitement d'air, les UPS (onduleurs)...) et la partie qui est effectivement consommée par les systèmes informatiques que ce centre exploite (serveurs, stockage, réseau). Ne sont pas inclus dans le calcul du P.U.E., tout ce qui n’est pas directement relié au fonctionnement des installations informatiques ou des installations nécessaires à leur bon fonctionnement tels que les espaces bureau, les zones de préparation et de stockage, les corridors, les salles vides, l'éclairage extérieur…
Il a été développé à partir de 2007 par le consortium The Green Grid.
En 2010, un accord a été signé entre les industriels du consortium et les autorités américaines, japonaises et européennes pour normaliser le calcul de cet indicateur et pouvoir l'utiliser comme outil officiel de référence internationale. Certaines entreprises comme Google vont au-delà de cet indicateur pour mesurer de manière encore plus large l’énergie consommée par leur centre de données.
L'incorporation de panneaux solaires, hydroélectricité ou autres sources de courant ne vient pas diminuer le P.U.E.. L'énergie produite par des panneaux solaires et consommée doit être comptabilisée dans le calcul. En effet, le P.U.E. mesure le rendement d'un centre de traitement informatique et n'est pas une référence en économie d'énergie, quand bien même elle y contribue financièrement. Il n'est donc physiquement pas possible de descendre en dessous d'un P.U.E. de 1. Toutefois, la chaleur générée par les serveurs peut être réutilisée pour chauffer certaines zones en hiver afin d'améliorer le rendement.
Toute source d'énergie entrante dans le centre de données, quelle que soit sa nature ou son origine, doit entrer dans le calcul du P.U.E.
Idéalement, l'énergie serait consommée uniquement par les serveurs informatiques déployés par le centre, conduisant à une valeur de PUE idéale de 1,0. Cependant, le centre comportera toujours d'autres équipements électriques, et donc le ratio par rapport à l'énergie qu'il consomme sera toujours plus élevé que 1.
Le calcul du PUE est défini par la norme ISO/IEC 30134-2:2018.

## Valeurs du PUE
La visibilité apportée à travers cet indicateur aux efforts réalisés par les hébergeurs sur ce point et le mouvement en faveur de l'informatique écoresponsable (green IT) ont aidé à réaliser de net progrès. Cependant, les économies financières apportées par la réduction de la consommation énergétique et la concurrence acharnée entre les hébergeurs pour proposer le prix d'hébergement le plus bas possible ont probablement eu un rôle encore plus fort.
La valeur de l'indicateur qui était autour de 2,5 pour un grand nombre de centres descend autour de 1,2 pour les meilleurs en 2010, avec une moyenne de l'industrie autour de 1,7,. Google publie le PUE de ses centres de données, dont la valeur est passée de 1,20 en 2009 à 1,12 en 2014, et à 1,09 en moyenne en 2024.
Certaines entreprises, telle OVHcloud, ont atteint un P.U.E. record de 1.09 en 2017 en refroidissant directement les éléments informatiques à l'aide de fluide caloporteur et en ventilant naturellement les centres de traitement ou les conteneurs informatiques. Toutefois, en 2024, le P.U.E. d'OVHcloud annoncé est de 1,29. L'entreprise Qarnot, quant à elle, annonce un P.U.E. de 1,05 en 2024, en intégrant directement des échangeurs de chaleur avec des circuits d'eau chaude dans ses ordinateurs.

## Amélioration de l’efficacité énergétique
Afin d'améliorer le P.U.E. d'un centre de données, il est nécessaire d'analyser ces éléments:
- Utilisation du matériel informatique
- Refroidissement par air extérieur lorsque possible (free cooling)
- Évacuation de la chaleur produite
- Gestion du flux d'air
- Efficacité de l'utilisation de la puissance en analysant le type de transformateur et d'onduleur
- Identification systématique et élimination responsable des serveurs et de l'électronique comateux ou «morts»[2],[11]
- Intégration d'outils DCIM (Data Center Infrastructure Management)[12]

## Critiques
Paradoxalement, l'augmentation de la virtualisation peut faire augmenter la valeur du PUE. 
L'Institut européen des normes de télécommunications est responsable de la normalisation d'un autre indicateur appelé DCEM (pour Data Centre Energy Management) qui corrige les défauts du PUE, en prenant en compte non seulement la consommation d'énergie et le coefficient d'efficacité énergétique, mais aussi les énergies réutilisées et renouvelables.
Le Green IT Promotion Council promeut l'utilisation du DPPE (Data center Performance Per Energy).

## Nouveaux indicateurs environnementaux
En 2012, le Green Grid publie un livre blanc dans lequel il propose trois nouveaux indicateurs environnementaux :
- Le Green Energy Coefficient (GEC) quantifie la part d’énergie renouvelable consommée par un centre informatique. Pour le calculer, il suffit de diviser la quantité d’électricité consommée (kWh) issue de sources primaires renouvelables par la consommation totale.

{\displaystyle \mathrm {GEC} ={{\mbox{Quantité d’électricité consommée (kWh) issue de sources primaires renouvelables}} \over {\mbox{Consommation totale (kWh)}}}}
- L’Energy Reuse Factor (ERF) mesure la quantité d’énergie utilisée en dehors du centre de données. Cet indicateur est calculé en divisant la quantité d’énergie réutilisée (kWh) par la quantité totale d’énergie consommée (kWh). L’énergie réutilisée peut prendre différentes formes : chaleur, électricité, etc.

{\displaystyle \mathrm {ERF} ={{\mbox{Quantité d’énergie réutilisée (kWh)}} \over {\mbox{Quantité totale d’énergie consommée (kWh)}}}}
- Le Carbon Usage Effectiveness (CUE) permet d’extrapoler un volume d’émissions de gaz à effet de serre à partir de la consommation électrique. On le calcule en divisant le total des émissions d’équivalent CO2 (kg CO2eq) par le total de la quantité d’énergie consommée (kWh).